# SuperLIGA Tenis

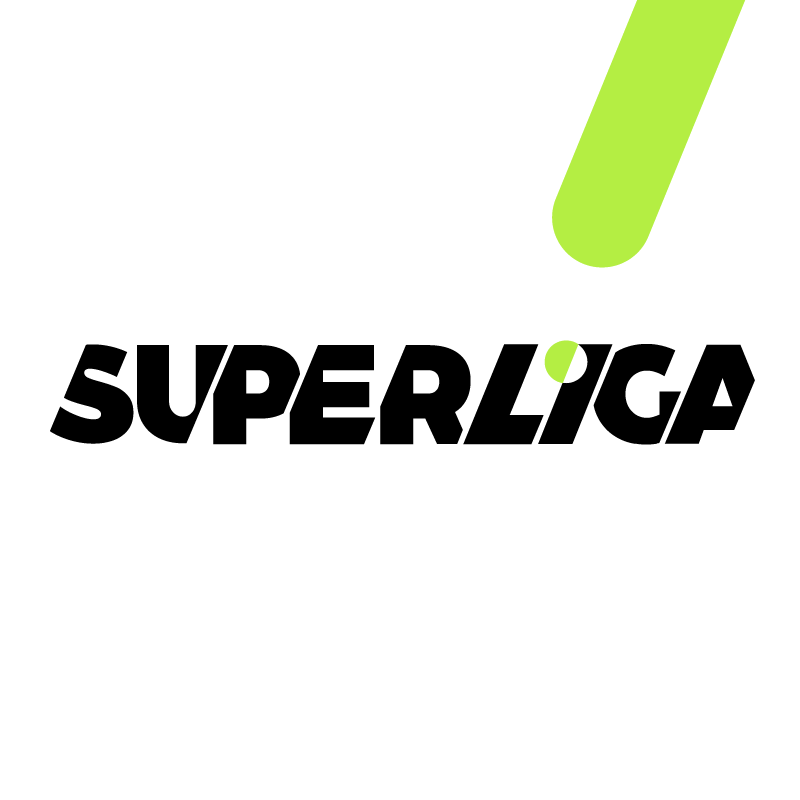
Oficjalne logo SuperLIGI

SuperLIGA - rozgrywki ligowe o tytuł Drużynowego Mistrza Polski w tenisie. Początek rozgrywek miał miejsce 28 maja 2022 roku. Rywalizacja odbywa się w dwóch klasach rozgrywkowych: SuperLIGA i 1. liga. Zarządzana jest przez spółkę SUPERLIGA S.A.
W skład zarządu spółki wchodzą: 
- Tadeusz Gajda - prezes zarządu,
- Paulina Stępień - wiceprezes zarządu.

## Sezon 2022
Sezon 2022 rozpoczął się 28 maja. Faza zasadnicza trwała do 14 sierpnia. Wielki finał odbył się w dniach 8-10 grudnia 2022 w Zielonej Górze. Mistrzostwo zdobył BKT Advantage Bielsko-Biała, wicemistrzostwo CKT Grodzisk Mazowiecki, a trzecie miejsce WKT Mera Warszawa.

### Terminarz rozgrywek
- 28-29 maja
- 5 czerwca
- 3 lipca
- 17 lipca
- 31 lipca
- 7 sierpnia
- 14 sierpnia
- 4 grudnia - mecz barażowy
- 8-10 grudnia - runda finałowa

### Najwyższa klasa rozgrywkowa (Superliga)
W najwyższej klasie rozgrywkowej brały udział następujące kluby: 
- KS Górnik Bytom,
- BKT Advantage Bielsko-Biała,
- AZS Tenis Poznań,
- CKT Grodzisk Mazowiecki,
- Park Tenisowy Olimpia Poznań,
- KT Kubala Ustroń,
- Osavi Tennis Team Kalisz,
- WKT Mera Warszawa

Tabela po fazie zasadniczej:
| Pozycja | Drużyna                      | Mecze | Punkty | Zwyc. | Por. | Pojed. |
| ------- | ---------------------------- | ----- | ------ | ----- | ---- | ------ |
| 1.      | CKT Grodzisk Mazowiecki      | 7     | 21     | 7     | 0    | 33/9   |
| 2.      | BKT Advantage Bielsko-Biała  | 7     | 17     | 6     | 1    | 31/12  |
| 3.      | KT Kubala Ustroń             | 7     | 13     | 4     | 3    | 28/15  |
| 4.      | WKT Mera Warszawa            | 7     | 12     | 4     | 3    | 22/20  |
| 5.      | KS Górnik Bytom              | 7     | 8      | 3     | 4    | 20/23  |
| 6.      | AZS Tenis Poznań             | 7     | 7      | 2     | 5    | 16/27  |
| 7.      | Park Tenisowy Olimpia Poznań | 7     | 6      | 2     | 5    | 11/31  |
| 8.      | Osavi Tennis Team Kalisz     | 7     | 0      | 0     | 7    | 9/33   |

     Awans do Final Four
     Baraż o utrzymanie
     Spadek do 1 ligi
Baraż o utrzymanie:
| Poznań, 4 grudnia 2022       | Poznań, 4 grudnia 2022 | Poznań, 4 grudnia 2022 |
| ---------------------------- | ---------------------- | ---------------------- |
| Park Tenisowy Olimpia Poznań | 4:2                    | Gwardia Wrocław        |

Final Four:
| Zielona Góra, 8-10 grudnia 2022 | Zielona Góra, 8-10 grudnia 2022 | Zielona Góra, 8-10 grudnia 2022 |
| Półfinały                       | Półfinały                       | Półfinały                       |
| ------------------------------- | ------------------------------- | ------------------------------- |
| CKT Grodzisk Mazowiecki         | 5:1                             | KT Kubala Ustroń                |
| BKT Advantage Bielsko-Biała     | 4:0                             | WKT Mera Warszawa               |
| Mecz o 3 miejsce                |                                 |                                 |
| KT Kubala Ustroń                | 2:4                             | WKT Mera Warszawa               |
| Finał                           |                                 |                                 |
| CKT Grodzisk Mazowiecki         | 2:4                             | BKT Advantage Bielsko-Biała     |

Klasyfikacja końcowa: 

1. BKT Advantage Bielsko-Biała ( Katarzyna Kawa,  Petra Martić,  Emil Ruusuvuori,  Jiří Lehečka,  Linda Nosková,  Tomáš Macháč,  Maja Chwalińska,  Jozef Kovalík,  Michał Dembek,  Johana Marková,  Zdeněk Kolář,  David Poljak,  Patrycja Niewiadomska,  Jesika Malečková,  Maciej Rajski,  Tereza Smitková,  Lukáš Lacko,  Viktória Kužmová) 

2. CKT Grodzisk Mazowiecki 

3. WKT Mera Warszawa 

4. KT Kubala Ustroń

### Druga klasa rozgrywkowa (1 liga)
W drugiej klasie rozgrywkowej brały udział następujące kluby: 
- AZS Łódź,
- BKT Advantage Bielsko-Biała II,
- KT GAT Gdańsk,
- Totuu-Royal Zielona Góra,
- Come-On Wrocław,
- WKS Grunwald Poznań,
- Gwardia Wrocław,
- ZTT Złotoryja

Tabela końcowa:
| Pozycja | Drużyna                        | Mecze | Punkty | Zwyc. | Por. | Pojed. |
| ------- | ------------------------------ | ----- | ------ | ----- | ---- | ------ |
| 1.      | WKS Grunwald Poznań            | 7     | 17     | 6     | 1    | 29/14  |
| 2.      | Gwardia Wrocław                | 7     | 16     | 5     | 2    | 31/14  |
| 3.      | Come-On Wrocław                | 7     | 14     | 5     | 2    | 27/16  |
| 4.      | KT GAT Gdańsk                  | 7     | 13     | 5     | 2    | 26/18  |
| 5.      | BKT Advantage Bielsko-Biała II | 7     | 10     | 3     | 4    | 20/23  |
| 6.      | ZTT Złotoryja                  | 7     | 9      | 3     | 4    | 20/22  |
| 7.      | AZS Łódź                       | 7     | 5      | 1     | 6    | 15/29  |
| 8.      | Totuu-Royal Zielona Góra       | 7     | 0      | 0     | 7    | 5/37   |

     Awans do Superligi
     Baraż o awans

## Sezon 2023
Sezon 2023 rozpoczął się 6 maja (1 liga) i 7 maja (Superliga). Faza zasadnicza trwała do 22 lipca (1 liga) i 13 sierpnia (Superliga). Mecze finałowe odbyły się w dniach 8-10 grudnia 2023 roku w Kozerkach. Tytuł mistrzowski obronił BKT Advantage Bielsko-Biała, wicemistrzostwo zdobył Osavi Tennis Team Kalisz, a trzecie miejsce przypadło drużynie CKT Grodzisk Mazowiecki.

### Najwyższa klasa rozgrywkowa (Superliga)
W najwyższej klasie rozgrywkowej brały udział następujące kluby: 
- BKT Advantage Bielsko-Biała (mistrz),
- CKT Grodzisk Mazowiecki (wicemistrz),
- WKT Mera Warszawa,
- KT Kubala Ustroń,
- KS Górnik Bytom,
- AZS Tenis Poznań,
- Osavi Tennis Team Kalisz[6],
- WKS Grunwald Poznań (beniaminek)

Tabela po fazie zasadniczej:
| Pozycja | Drużyna                     | Mecze | Punkty | Zwyc. | Por. | Pojed. |
| ------- | --------------------------- | ----- | ------ | ----- | ---- | ------ |
| 1.      | BKT Advantage Bielsko-Biała | 7     | 21     | 7     | 0    | 37/5   |
| 2.      | KT Kubala Ustroń            | 7     | 14     | 4     | 3    | 25/19  |
| 3.      | Osavi Tennis Team Kalisz    | 7     | 12     | 4     | 3    | 25/17  |
| 4.      | CKT Grodzisk Mazowiecki     | 7     | 11     | 4     | 3    | 21/22  |
| 5.      | KS Górnik Bytom             | 7     | 10     | 4     | 3    | 23/22  |
| 6.      | WKS Grunwald Poznań         | 7     | 7      | 3     | 4    | 18/26  |
| 7.      | WKT Mera Warszawa           | 7     | 5      | 2     | 5    | 13/30  |
| 8.      | AZS Tenis Poznań            | 7     | 2      | 0     | 7    | 12/33  |

     Awans do Final Four
     Baraż o utrzymanie
     Spadek do 1 ligi
Baraż o utrzymanie:
| Warszawa, 3 września 2023 | Warszawa, 3 września 2023 | Warszawa, 3 września 2023 |
| ------------------------- | ------------------------- | ------------------------- |
| WKT Mera Warszawa         | 6:0 wo.                   | ZTT Bazalt Złotoryja      |

Final Four:
| Kozerki, 8-10 grudnia 2023  | Kozerki, 8-10 grudnia 2023 | Kozerki, 8-10 grudnia 2023 |
| Półfinały                   | Półfinały                  | Półfinały                  |
| --------------------------- | -------------------------- | -------------------------- |
| BKT Advantage Bielsko-Biała | 4:1                        | CKT Grodzisk Mazowiecki    |
| KT Kubala Ustroń            | 3:4                        | Osavi Tennis Team Kalisz   |
| Mecz o 3 miejsce            |                            |                            |
| CKT Grodzisk Mazowiecki     | 4:2                        | KT Kubala Ustroń           |
| Finał                       |                            |                            |
| BKT Advantage Bielsko-Biała | 4:0                        | Osavi Tennis Team Kalisz   |

Klasyfikacja końcowa: 

1. BKT Advantage Bielsko-Biała ( Katarzyna Kawa,  Petra Martić,  Tomáš Macháč,  Jiří Veselý,  Maja Chwalińska,  Viktória Hrunčáková,  Linda Klimovičová,  Tereza Smitková,  Michał Dembek,  Jozef Kovalík,  Maciej Rajski,  David Poljak,  Jakub Jędrzejczak,  Daria Kuczer,  Filip Peliwo,  Magdalena Baniak) 

2. Osavi Tennis Team Kalisz 

3. CKT Grodzisk Mazowiecki 

4. KT Kubala Ustroń

### Druga klasa rozgrywkowa (1 liga)
W drugiej klasie rozgrywkowej brały udział następujące kluby: 
- Gwardia Wrocław,
- Come-On Wrocław,
- KT GAT Gdańsk,
- ZTT Bazalt Złotoryja,
- KT Royal Zielona Góra

Tabela końcowa:
| Pozycja | Drużyna               | Mecze | Punkty | Zwyc. | Por. | Pojed. |
| ------- | --------------------- | ----- | ------ | ----- | ---- | ------ |
| 1.      | KT GAT Gdańsk         | 4     | 11     | 4     | 0    | 18/7   |
| 2.      | ZTT Bazalt Złotoryja  | 4     | 10     | 3     | 1    | 19/6   |
| 3.      | Gwardia Wrocław       | 4     | 6      | 2     | 2    | 13/11  |
| 4.      | KT Royal Zielona Góra | 4     | 3      | 1     | 3    | 8/16   |
| 5.      | Come-On Wrocław       | 4     | -1     | 0     | 4    | 3/21   |

     Awans do Superligi
     Baraż o awans

## Sezon 2024
W sezonie 2024 rozgrywki toczyły się w jednej klasie rozgrywkowej LOTTO SuperLIDZE, w której występowało 10 zespołów podzielonych na dwie grupy, A i B. Po rozegraniu rundy zasadniczej (mecz i rewanż) zwycięzcy grup awansowali do turnieju finałowego Final Four. Zespoły z miejsc 2 i 3 zagrały w fazie play-off o dwa pozostałe miejsca w turnieju finałowym. Mecze finałowe odbyły się w dniach 21-22 grudnia 2024 roku w Łodzi. Trzeci raz z rzędu zwyciężył BKT Advantage Bielsko-Biała, wicemistrzostwo zdobył WKT Mera Warszawa, a trzecie miejsce przypadło drużynom PTP Łódź oraz Calisii Tennis Team Kalisz.
Grupa A:
| Pozycja | Drużyna                     | Mecze | Punkty | Zwyc. | Por. | Pojed. |
| ------- | --------------------------- | ----- | ------ | ----- | ---- | ------ |
| 1.      | BKT Advantage Bielsko-Biała | 4     | 9      | 3     | 1    | 11/5   |
| 2.      | PTP Łódź                    | 4     | 6      | 3     | 1    | 11/5   |
| 3.      | KT Royal Zielona Góra       | 4     | 5      | 2     | 2    | 8/9    |
| 4.      | WKS Grunwald Poznań         | 4     | 5      | 2     | 2    | 8/9    |
| 5.      | Bazalt ZTT Złotoryja        | 4     | 2      | 0     | 4    | 4/14   |

     Awans do Final Four
     Play-off o awans do Final Four
Grupa B:
| Pozycja | Drużyna                    | Mecze | Punkty | Zwyc. | Por. | Pojed. |
| ------- | -------------------------- | ----- | ------ | ----- | ---- | ------ |
| 1.      | WKT Mera Warszawa          | 4     | 12     | 4     | 0    | 14/2   |
| 2.      | Calisia Tennis Team Kalisz | 4     | 9      | 3     | 1    | 12/4   |
| 3.      | KS Górnik Bytom            | 4     | 6      | 2     | 2    | 6/10   |
| 4.      | AZS Tenis Poznań           | 4     | 2      | 1     | 3    | 6/11   |
| 5.      | KT GAT Gdańsk              | 4     | 1      | 0     | 4    | 3/14   |

     Awans do Final Four
     Play-off o awans do Final Four

Play-off o udział w Final Four:
| PTP Łódź                   | 3:2 | KS Górnik Bytom       |
| Calisia Tennis Team Kalisz | 3:2 | KT Royal Zielona Góra |

Final Four:
| Łódź, 21-22 grudnia 2024    | Łódź, 21-22 grudnia 2024 | Łódź, 21-22 grudnia 2024   |
| Półfinały                   | Półfinały                | Półfinały                  |
| --------------------------- | ------------------------ | -------------------------- |
| BKT Advantage Bielsko-Biała | 4:0                      | Calisia Tennis Team Kalisz |
| WKT Mera Warszawa           | 3:2                      | PTP Łódź                   |
| Finał                       |                          |                            |
| BKT Advantage Bielsko-Biała | 3:0                      | WKT Mera Warszawa          |

Klasyfikacja końcowa: 

1. BKT Advantage Bielsko-Biała ( Katarzyna Kawa,  Maja Chwalińska,  Viktória Hrunčáková,  Jozef Kovalík,  David Poljak,  Łukasz Kubot,   Michał Dembek,    Paweł Juszczak,  Daria Kuczer,  Filip Peliwo,  Marta Leśniak,  Jesika Malečková,  Alec Beckley,  Władysław Orłow) 

2. WKT Mera Warszawa 

3. PTP Łódź, Calisia Tennis Team Kalisz